# Fall Guys
A Fall Guys egy 2020-as battle royale videójáték, amelyet a Mediatonic fejlesztett és a Devolver Digital és Epic Games adott ki kezdetben PlayStation 4 konzolokra és Windowsra. A játék később megjelent PlayStation 5, Xbox One, Xbox Series X/S, Nintendo Switch konzolokra, 2024-ben pedig Androidra és iOS-re.

## Játékmenet
A Fall Guys Classic és Knockout módjaiban legfeljebb 32 játékos versenyez egy battle royale-stílusú játékmenetben. A játékosok zselébab-szerű figurákat irányítanak egy háromdimenziós pályán, ahol olyan képességeket használhatnak, mint ugrás, vetődés és kapaszkodás. A cél az, hogy a játékosok sikeresen teljesítsék a véletlenszerűen kiválasztott minijátékokat, és továbbjussanak a következő fordulókba. A minijátékoknak több variációja is lehet.
Jelenleg hétféle pályatípus létezik a játékban:
- Course – Akadálypályák, ahol a cél elérni a célvonalat.[4]
- Survival – A játékosoknak ki kell tartaniuk egy időzítő lejártáig vagy addig, amíg elegendő ellenfél kiesik.[5]
- Points – A játékosoknak pontokat kell szerezniük tárgyak gyűjtésével, karikákon való áthaladással vagy egy pontszerző zónában maradással.[6]
- Team – Csapatversenyek, amelyek csak a Duos és Squads módokban érhetők el, és általában pontszerző kihívásokra épülnek.[7]
- Logic – Memóriajátékok és rejtvények, például gyümölcsök megjegyzése vagy logikai feladványok megoldása.[8]
- Invisibeans – Időszakosan elérhető csapatversenyek, amelyekben a játékosok egyenetlen csapatokra oszlanak.[9]
- Final – A döntő forduló, amelynek célja, hogy a játékosok utolsóként maradjanak talpon, vagy elsőként teljesítsék az akadálypályát. A döntőben győztes játékos általában megnyeri a meccset, kivéve Duos és Squads módokban, ahol a csapattársak összteljesítménye dönti el a győzelmet.[10]

A játékban elérhető Kudos nevű valuta segítségével a játékosok különböző kozmetikai elemeket vásárolhatnak karakterük számára. A Kudos megszerezhető a Fame Pass előrehaladásával, illetve események teljesítésével. A játékosok koronákat (Crowns) kapnak egy meccs megnyeréséért. Korábban a koronák prémium valutaként funkcionáltak, de 2022. június 21. óta már csak a Crown Rank rendszer részei. Azok a játékosok, akiknek megmaradt koronáik voltak, 3000 Kudos / korona arányban kaptak jóváírást, amikor a játék ingyenesen játszhatóvá vált.

## Fejlesztés
A Fall Guys ötlete 2018 januárjában született, amikor a Mediatonic egy másik projektről tárgyalt. A vezető tervező, Joe Walsh elmondása szerint az ötlet Takeshi's Castle és Total Wipeout vetélkedőműsorokra emlékeztette. Ez inspirálta őt arra, hogy egy vázlatot készítsen, amely később a Fall Guys alapja lett. A játék eredeti címe Fools' Gauntlet volt, később pedig Stumble Chums néven fejlesztették tovább. Walsh eredeti terve szerint a játék egy 100 fős battle royale lett volna, amely fizikai kihívásokból áll. A kreatív igazgató, Jeff Tanton kezdetben szkeptikus volt a battle royale témájú játék sikerével kapcsolatban, de hamar felismerte a benne rejlő lehetőségeket, és továbbította Walsh ötletét a Mediatonic alapítóihoz. Tanton és Walsh egy részletes pitch decket készítettek, amelyben bemutatták a játék koncepcióját. A fő koncepciótervező, Dan Hoang látványterveket készített, amelyeken színes, babaszerű karakterek versenyeztek egy égi akadálypályán. Tanton elmondása szerint Hoang karakterdizájnja jelentős hatással volt a játék irányára, mivel a fókusz az akadálypályák helyett inkább a karakterekre helyeződött. A kész pitch deckkel Tanton 10 különböző kiadónak mutatta be a játékot a 2018-as Game Developers Conference-en. Hat hónappal azután, hogy Devolver Digital vállalta a játék kiadását, megkezdődött a fejlesztés. A Fall Guys fejlesztése egy kis csapattal indult a kezdeti prototípusfejlesztési fázisban, majd a fejlesztés előrehaladtával a csapat 30 főre bővült.

## Fogadtatás
| Összegzőoldal | Értékelés |
| ------------- | --------- |
| Metacritic    | 81/100    |

| Szerző        | Értékelés |
| ------------- | --------- |
| Destructoid   | 8/10      |
| Game Informer | 8.75/10   |
| GameSpot      | 7/10      |
| GameStar (DE) | 78/100    |
| IGN           | 8/10      |
| PC Gamer (US) | 80/100    |
| PC Games      | 8/10      |
| Push Square   | 8/10      |
| USgamer       | 4/5       |

A Fall Guys a Metacritic értékelésgyűjtő oldalon "általánosan kedvező" kritikákat kapott. Tom Wiggins a Stuff magazintól dicsérte a játékot, és úgy jellemezte, mint "Super Monkey Ball a Fortnite-generációnak". A Mercury News dicsérte a Fall Guys „irányított káosz” játékmenetét, amely szerintük a battle royale stílusú Fortnite és a partyjáték Mario Party elemeit ötvözi. Úgy vélték, hogy ez a kombináció „tökéletesen illeszkedik a koronavírus korszakához”. Ollie Toms a Rock, Paper, Shotgun oldaláról dicsérte a Fall Guys kreatív megközelítését, amely a battle royale műfajt családbarát elemekkel ötvözi erőszakos témák helyett. Pozitívumként emelte ki a játék egyszerűségét és azt, hogy minden szezonban változatos tartalommal bővül. Ugyanakkor megjegyezte, hogy a ragdoll fizika egyszerre izgalmas és frusztráló élményt nyújthat: „Ami igazán meghatározza és néha megnehezíti ezt a játékot, az az irányítás pontatlansága. Kevés kompetitív játék engedheti ezt meg magának olyan ügyesen, mint a Fall Guys.”

## Díjak, elismerések
| Év   | Díj                               | Kategória                          | Eredmények |
| ---- | --------------------------------- | ---------------------------------- | ---------- |
| 2020 | The Game Awards                   | Legjobb közösségi támogatás        | Elnyerte   |
| 2020 | The Game Awards                   | Legjobb multiplayer                | Jelölve    |
| 2020 | The Game Awards                   | Legjobb indie játék                | Jelölve    |
| 2020 | Golden Joystick Awards            | Legjobb multiplayer                | Elnyerte   |
| 2020 | Golden Joystick Awards            | Legjobb családi játék              | Elnyerte   |
| 2020 | Golden Joystick Awards            | Az év játéka                       | Jelölve    |
| 2020 | Golden Joystick Awards            | Az év PlayStation játéka           | Jelölve    |
| 2020 | Golden Joystick Awards            | Legjobb közösség                   | Jelölve    |
| 2020 | PlayStation.Blog Game of the Year | A legjobb indie játék - Platinum   | Elnyerte   |
| 2020 | PlayStation.Blog Game of the Year | A legjobb multiplayer játék - Gold | Elnyerte   |
| 2021 | British Academy Games Awards      | Legjobb brit játék                 | Jelölve    |
| 2021 | British Academy Games Awards      | Legjobb fejlődő játék              | Jelölve    |
| 2021 | British Academy Games Awards      | Legjobb családi játék              | Jelölve    |
| 2021 | British Academy Games Awards      | Legjobb multiplayer játék          | Jelölve    |
| 2021 | British Academy Games Awards      | Legjobb eredeti játékötlet         | Jelölve    |
| 2021 | D.I.C.E. Awards                   | Az év online játéka                | Elnyerte   |
| 2021 | D.I.C.E. Awards                   | Az év családi játéka               | Jelölve    |

## Fordítás
Ez a szócikk részben vagy egészben  a   Fall Guys című angol Wikipédia-szócikk ezen változatának fordításán alapul.  Az eredeti cikk szerkesztőit annak laptörténete sorolja fel. Ez a jelzés csupán a megfogalmazás eredetét és a szerzői jogokat jelzi, nem szolgál a cikkben szereplő információk forrásmegjelöléseként.